# Quận 6, Roma
Quận 6 Roma của những ngọn tháp (tiếng Ý: Municipio VI Roma delle Torri) là quận hành chính thứ sáu của thủ đô Roma, Ý. Quận được thành lập vào ngày 11 tháng 3 năm 2013, thay thế cho Quận 8 cũ.